# Vossajazz
Vossa Jazz (oder auch Vossajazz genannt) ist ein dreitägiges Internationales Jazzfestival in Voss, Norwegen, 75 km nordöstlich von Bergen. Es findet jährlich in der Woche vor Ostern statt. Über 5.000 Konzertbesucher kommen in die 14.000 Einwohner umfassende Kleinstadt.

## Geschichte
Gegründet wurde Vossajazz am 19. Dezember 1973. Seit 2007 ist Trude Storheim Festival-Leiterin.
Im alten Kinosaal von Voss entstand 1980 das Album Just The Way You Are aus einer Live-Session von Rune Gustafsson und Niels-Henning Ørsted Pedersen.

## Strukturen
Das dreitägige Festival wird in der Durchführung von rund 260 Freiwilligen getragen. 2014 waren das rund 40 Veranstaltungen, die teils über die Kleinstadt verteilt stattfanden. Die größten Konzerte fanden ihren Ort im „Vossasalen“, die etwas kleineren im „Festsalen“ oder im Pentagon Nightclub. Mit guter Planung kann man ein Drittel der sich überschneidenden Konzerte wahrnehmen.
Vossa Jazz ist nicht puristisch, sondern bringt neben Jazzcombos auch Folk und Weltmusik auf die Bühnen. Darüber hinaus gibt es ein Badnajazz für die Kinder, Ekstremjazz (Open-Air-Konzert in großer Höhe über NN), Eldrejazz und UNGjaJAZZja!.
Der Anspruch, ein internationales Festival zu sein, wird über einige Haupt-Acts eingelöst. Beim Festival 2014 waren das zum Beispiel Bill Frisell's Beautiful Dreamers Trio und Jaga Jazzist, 2011 waren es Tomasz Stańko, Terje Rypdal und Dave Holland. Der Schwerpunkt liegt indes auf skandinavischen und insbesondere norwegischen Musikern.

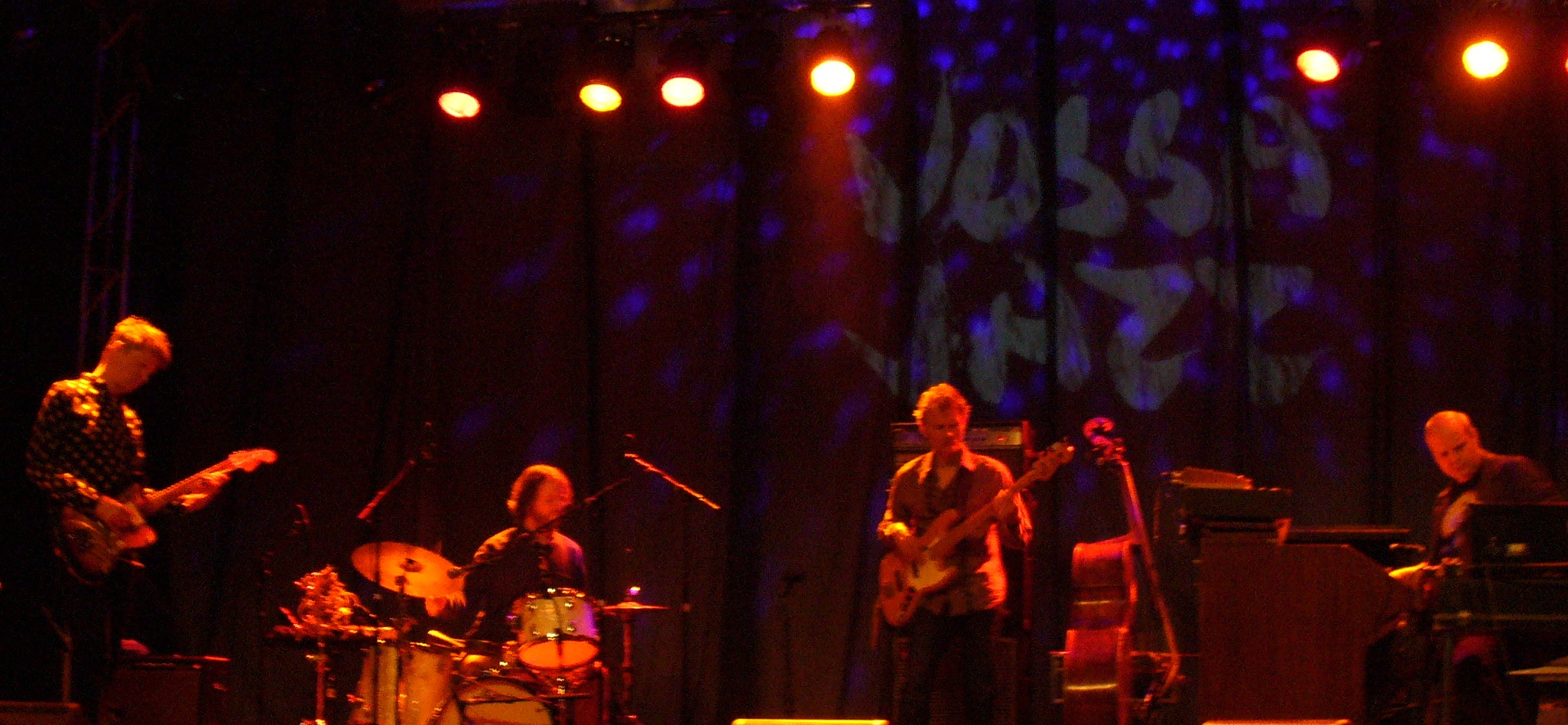
Medeski, Martin and Wood + Nels Cline beim Vossajazz 2014.

Vossa Jazz nimmt teil am alle zwei Jahre stattfindenden landesweiten Nachwuchswettbewerb Jazzintro. Junge und noch nicht etablierte Combos aus ganz Norwegen dürfen sich bewerben. Eine Jury wählt acht Bands aus den eingesandten Bewerbern aus, zwei davon treten beim Vossa Jazz auf. Nur eine der beiden bekommt nach Entscheid einer Jury einen der begehrten Auftritte auf dem Moldejazz Festival des gleichen Jahres.
Eine Besonderheit ist, dass seit 1983 jährlich eine bestellte, neu geschaffene Lang-Komposition (von norwegischen Tonsetzern) hier zur Uraufführung kommt. Sie gilt als prestigereich in Norwegen. Der staatliche norwegische Rundfunk schneidet mit und sendet das Konzert später landesweit.

## Auftragskompositionen des Festivals
- 1983: Egil Kapstad – Epilog
- 1985: Bjørn Alterhaug – Fantasier for et miljø
- 1987: Dag Arnesen – Strøtanker og røde roser
- 1988: Ole Thomsen – Usynlige danser
- 1989: Tore Brunborg – Tid
- 1990: Arild Andersen – Sagn[6]
- 1991: Bendik Hofseth – Q
- 1992: Magnetic North Orchestra – Il Cenone
- 1993: Bugge Wesseltoft – A little war story
- 1994: Mari Boine – Leahkastin
- 1995: Veslefrekk – Nils, Per & Veslefrekk
- 1996: Nils Petter Molvær – Labyrinter
- 1997: Frode Alnæs – Til Voss
- 1998: Misha Alperin – Night[7]
- 1999: Vigleik Storaas – Mosaikk
- 2000: Ketil Bjørnstad – Grace[8]
- 2001: Eldbjørg Raknes – So much depends upon a red wheel barrow[9]
- 2002: Erlend Skomsvoll – Variasjoner (mit dem Trondheim Jazz Orchestra)
- 2003: Terje Rypdal – Vossabrygg[10]
- 2004: Svein Folkvord – Across
- 2005: Jan Gunnar Hoff – Free Flow Songs
- 2006: Trygve Seim – Reiser
- 2007: Berit Opheim – Ein engel går stilt
- 2008: Tord Gustavsen – Restar av lukke – bitar av tru
- 2009: Solveig Slettahjell – Tarpan Seasons[11]
- 2010: Karin Krog und John Surman – Songs About This and That[12]
- 2011: Mathias Eick – Voss
- 2012: Karl Seglem – Som spor
- 2013: Stian Carstensen – Flipp[13]
- 2014: Mats Eilertsen – Rubicon[14]
- 2015: Live Maria Roggen – Apokaluptein – The Uncovering[15]
- 2016: Nils Økland – Glødetrådar[16]
- 2017: Susanna & the Brotherhood of our Lady.
- 2018: Eirik Hegdal – Musical Balloon

## Vossajazz-Preis
Seit 1988 hat das Festival bekannte Jazzmusiker aus Westnorwegen mit einem Preis ausgezeichnet.
- 1988: Olav Dale, Voss
- 1989: Ole Thomsen, Bergen
- 1990: Knut Kristiansen, Bergen
- 1991: Per Jørgensen, Bergen
- 1992: Dag Arnesen, Bergen
- 1993: Ole Hamre, Bergen
- 1994: Gabriel Fliflet, Bergen
- 1995: Harald Dahlstrøm, Bergen
- 1996: Terje Isungset, Bergen
- 1997: Frank Jakobsen, Bergen
- 1998: Sigurd Ulveseth, Bergen
- 1999: Helge Lilletvedt, Bergen
- 2000: Ivar Kolve, Voss
- 2001: Stein Inge Brækhus, Bergen
- 2002: Thomas T. Dahl, Bergen
- 2003: Kåre Opheim, Voss
- 2004: Magne Thormodsæter, Bergen
- 2005: Berit Opheim, Voss
- 2006: Yngve Moe, Sotra
- 2007: Snorre Bjerck, Florø
- 2008: Mads Berven, Bergen
- 2009: Kjetil Møster, Bergen
- 2010: Stein Urheim, Bergen
- 2011: Mari Kvien Brunvoll, Molde
- 2012: Sigrid Moldestad, Breim in Gloppen
- 2013: Tore Brunborg, Voss
- 2014: Sigbjørn Apeland, Sveio
- 2015: Thea Hjelmeland, Sunnfjord
- 2016: Øyvind Skarbø, Stranda in Sunnmøre
- 2017: Hans Petter Gundersen, Bergen
- 2018: Benedicte Maurseth, Eidfjord
- 2019: Anders Bitustøyl

## Vossajazz Records
Verschiedene Live-Mitschnitte vom Festival wurden auf dem eigenen Plattenlabel, Vossa Jazz Records, veröffentlicht.
- 1996: Fliflet/Hamre Energiforsyning, Moro post mortem, live (VJ 18962)
- 1998: Berit Opheim, Bjørn Kjellemyr, Einar Mjølsnes, Sigbjørn Apeland und Per Jørgensen, Fryd (VJ 980042)
- 2001: Kari Bremnes and Lars Klevstrand, Tid Å Hausta Inn (VJ 980052)
- 2003: Tore Brunborg, Gravity (VJ 03006-2)
- 2004: Electro Ompaniet, Toskedalen (VJ 04007-2)
- 2004: Svein Folkvord, Across (VJ 04008)
- 2005: Electro Ompaniet, Electromecanibalism (VJ 04007-3)
- 2006: Terje Isungset und Didier Petit, Live at Vossajazz (VJ 060112)
- 2006: Sonic Stories mit Kari Nergaard Bleivik und Rune Mandelid, Feels like night (VJ 060102)
- 2006: Sub Trio mit John Pål Inderberg, Stein Inge Brækhus und Svein Folkvord, Subtrio (VJ 060122)
- 2010: Badnajazz 10 year anniversary album: Eg È Liten Eg, Men Eg Vaoga Meg(VJ100132)

## Belege
1. ↑  Profileintrag Vossa Jazz beim Europe Jazz Network, abgerufen am 2. Januar 2015.
2. 1 2 3 4 5 6  Vossa Jazz 2014 Bericht, Bruce Lindsay am 22. April 2014, abgerufen am 5. Januar 2015.
3. ↑  Historie Vossajazz (Memento des Originals vom 8. November 2014 im Internet Archive)  Info: Der Archivlink wurde automatisch eingesetzt und noch nicht geprüft. Bitte prüfe Original- und Archivlink gemäß Anleitung und entferne dann diesen Hinweis.
4. ↑  Josef Woodard: "Bold Risk-Taking Elevates Vossa Jazz", DownBeat, 6. Mai 2012.
5. ↑  JazzTimes mit einem Festival-Bericht 2011 von Josef Woodard.
6. ↑  Eine Studioaufnahme aus dem August 1990 wurde auf dem gleichnamigen Album Sagn veröffentlicht.
7. ↑  Das gleichnamige ECM-Album enthält den Livemitschnitt
8. ↑  Das gleichnamige ECM-Album dokumentiert den Livemitschnitt
9. ↑  Das gleichnamige Album wurde im Juni 2001 im Studio aufgenommen
10. ↑  Rypdals Vossabrygg: Live At Vossa Jazz Festival
11. ↑  anschließend im Is It Art?-Studio für das gleichnamige Album eingespielt
12. ↑  aufgenommen 2013 und als Album bei Meantime Records veröffentlicht
13. ↑  Stian Carstensens FLIPP. NRK Jazz, 24. März 2013, abgerufen am 16. Januar 2015.
14. ↑  Mats Eilertsen: Rubicon. Tingingsverket 2014. Vossajazz, abgerufen am 14. April 2014.
15. ↑  Live Maria Roggen: Apokaluptein – The Uncovering. Vossajazz, abgerufen am 28. März 2015.
16. ↑  Program 2016. Vossajazz, abgerufen am 1. Dezember 2015.
17. ↑  Vossajazz-Preis, Vossajazz
18. ↑  Vossa Jazz records, Vossajazz